# Cieleszyn
Cieleszyn – (niem. Friedrichsdank) wieś w Polsce położona w województwie kujawsko-pomorskim, w powiecie świeckim, w gminie Pruszcz. Jej obszar wynosi 444 ha.  Według spisu powszechnego z 31 marca 2011 roku wieś liczyła 175 mieszkańców. 
Wieś sąsiaduje ze Zbrachlinem, Konstantowem, Niewieścinem i Suponinem.
W latach 1975–1998 miejscowość administracyjnie należała do województwa bydgoskiego.

## Atrakcje turystyczne
Na terenie wsi znajduje się projektowany rezerwat geomorfologiczny Parów Cieleszyński. Projekt zakłada ochronę unikatowych piaskowców i zlepieńców plejstoceńskich powstałych na bazie piasków i żwirów wysyconych węglanem wapnia w postaci kalcytu kryptokrystalicznego.